# Сабинин, Михаил Павлович
Михаи́л Па́влович Саби́нин (монах Гоброн, груз. მიხეილ პავლეს ძე საბინინი, 1845, Тифлис (?) — 10 мая 1900, Москва) — историк грузинской церкви, сын русского священника и грузинки.
По окончании тифлисской гимназии (учился до 1868 года, выпускные экзамены не сдал) поступил вольнослушателем в СПб. духовную академию и получил степень кандидата за сочинение «История грузинской церкви до конца VI в.» (СПб., 1877). Ещё ранее, в 1871 году, он издал «Полное жизнеописание святых грузинской церкви» (частично переиздано в 1994). Оба сочинения писаны по грузинским рукописным первоисточникам, почему излагают предмет с гораздо большей подробностью, чем предшествовавшие ему исследователи, например, Иосселиани. Главный и наиболее ценный труд Сабинина: «Древние акты грузинской церкви», извлечённые из рукописей и на грузинском языке, с русским переводом Сабинина, изданные Академией наук.

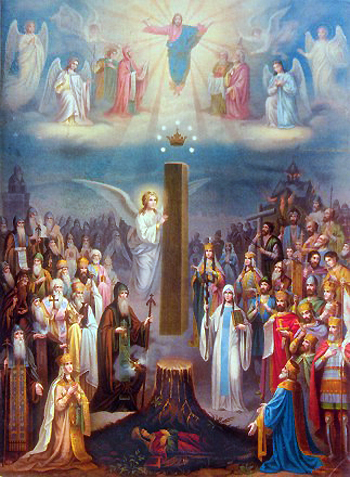
Икона Михаила Сабинина «Слава Грузии»

Сабинин занимался и восстановлением грузинских монастырей, что вызывало одобрение таких церковных деятелей, как Иоанн Кронштадтский и будущий патриарх Кирион II. За его подвиг и труды в защиту Грузинской Православной Церкви и её попираемых синодальной бюрократией традиций его дважды высылали из Грузии Во время второй высылки он умер от пневмонии. Наконец, известна его деятельность по созданию икон (самая знаменитая — «Слава Грузинской Православной Церкви») и молитв (например, Шио Мгвимскому).